# 佐吉沃雷考什
佐吉沃雷考什，是匈牙利亚斯-瑙吉孔-索尔诺克州所辖的一个村，总面积31.71平方公里，总人口3670，人口密度115.7人/平方公里（2010年1月1日）。